# リフレクション (ペンタングルのアルバム)
『リフレクション』（Reflection）は、イギリスのフォークロック・バンド、ペンタングルが1971年に発表した5作目のアルバム。

## 解説
ペンタングルのアルバムとしては初めて、アメリカ白人層の伝承歌を本格的に取り上げた作品である。プロデューサーのビル・リーダーによれば、当時バンドは結束力を失いつつあり、本作のレコーディングの状況に関して「『レット・イット・ビー』の頃のビートルズのようだ」と振り返っている。
Matthew Greenwaldはオールミュージックにおいて5点満点中3.5点を付け、アルバム全体に関して「ペンタングルは常に音楽的な融合に長けており、このアルバムでも成果を挙げた」、「ウィル・ザ・サークル・ビー・アンブロークン」に関して「常に新しい音楽的なバックグラウンドを探求してきたグループが、今回はアメリカの伝統的なフォーク/ゴスペルを取り入れたことを示している」と評している。

## 収録曲
特記なき楽曲は、トラディショナル・ソングをメンバー5人がアレンジしたもの。
1. ウェディング・ドレス - "Wedding Dress" - 2:52
2. オミー・ワイズ - "Omie Wise" - 4:25
3. ウィル・ザ・サークル・ビー・アンブロークン - "Will the Circle Be Unbroken?" - 4:08
4. ホェン・アイ・ゲット・ホーム - "When I Get Home" (Bert Jansch, John Renbourn, Danny Thompson, Terry Cox, Jacqui McShee) - 5:01
5. 雨と雪 - "Rain and Snow" - 3:50
6. ヘルピング・ハンド - "Helping Hand" (B. Jansch, J. Renbourn, D. Thompson, T. Cox, J. McShee) - 3:31
7. ソー・クリア - "So Clear" (B. Jansch, J. Renbourn, D. Thompson, T. Cox, J. McShee) - 4:53
8. リフレクション - "Reflection" (B. Jansch, J. Renbourn, D. Thompson, T. Cox, J. McShee) - 11:11

## 参加ミュージシャン
- ジャッキー・マクシー - ボーカル
- バート・ヤンシュ - ボーカル、アコースティック・ギター、バンジョー、アコーディオン
- ジョン・レンボーン - ボーカル、アコースティック・ギター、エレクトリック・ギター、シタール、ハーモニカ
- ダニー・トンプソン - ダブル・ベース
- テリー・コックス - ボーカル、ドラムス、パーカッション